# 유리지공예관
유리지공예관(Yoolizzy Craft Museum)은 서울특별시 서초구 우면동에 위치한 박물관이다.

## 개요
2004년 10월 8일에 한국공예의 전통 속에 내재한 미적 특질을 현대미술의 흐름과 연계하여 연구·조사, 수집·전시, 학습·체험하는 비영리 사립미술관으로 설립되어 2005년에 미술관으로 등록되었다. 설립자는 공예가 유리지이며, 현대금속공예 전문 전시, 차세대 작가 발굴, 한국금속공예 연구 등의 활동을 하고 있다.

## 연혁
- 2002년 : 미술관 건립 계획 착안 및 건립 소위 구성
- 2003년 초 : 초 건축 디자인 착수
- 2003년 9월 15일 : 건물 신축 공사 착공
- 2004년 5월 18일 : 미술관 건물 준공
- 2004년 5월 20일 : 치우금속공예관 설립
- 2005년 8월 27일 : 박물관 및 미술관 진흥법에 따라 1종 미술관으로 미술관 등록
- 2014년 9월 : 명칭을 유리지공예관으로 변경

## 같이 보기
- 한국의 미술
- 서울특별시의 박물관과 미술관 목록
- 대한민국의 박물관과 미술관 목록